# Lanexang United FC
El Lanexang United es un equipo de fútbol de Laos que juega en la Liga de Fútbol de Laos, primera división de fútbol en el país.

## Historia
Fue fundado en el año 2005 en la capital Vientián con el nombre Lanexang Intra y fue hasta el año 2016 que consigue su primer título importante, el cual fue ganar la Liga de Fútbol de Laos ganando 24 de los 26 partidos de la temporada, en la cual solo dejó ir 4 puntos.
El club participará en la Copa AFC 2017, su primer torneo internacional.

## Palmarés
- Liga de Fútbol de Laos: 1

2016

### Plantel
- Actualizado el 24/10/2023

## Clubes afiliados
- Nakhon Phanom